# Buritirana
Buritirana is een gemeente in de Braziliaanse deelstaat Maranhão. De gemeente telt 15.051 inwoners (schatting 2009).